# Marc Serena
Marc Serena (Manresa, 1983) és un periodista autor dels llibres "La volta dels 25" (2011), editat en cinc idiomes incloent xinès i coreà,"Això no és africà! (2013) i "Microcatalunya" (2016). Ha codirigit els documentals "Tchindas" (2015), "Doble epidèmia" (2015), "Peixos d'aigua dolça (en aigua salada)" (2018) i "L'escriptor d'un país sense llibreries" (2019). Col·labora habitualment a Rac1 i Time Out Barcelona

## Obres
Obres literàries
- Això no és africà!: del Caire a Ciutat del Cap a través dels amors prohibits. Barcelona: La Magrana, 2013. ISBN 9788482646121
- ¡Esto no es africano!: de El Cairo a Ciudad del Cabo a través de los amores prohibidos. València: Xplora, 2014. ISBN 9788415797203
- La Volta dels 25: un atles generacional de Johannesburg a Moscou. Barcelona: La Magrana, 2011. ISBN 9788482649528
- La Vuelta de los 25: un atlas generacional de Johannesburgo a Moscú. Barcelona [etc]: Ediciones B, 2011. ISBN 9788466646642

Obres audiovisuals
- Peixos d'aigua dolça (en aigua salada), FECA, 2018
- Tchindas, 2015.